# Лумарцо
Лума̀рцо (на италиански: Lumarzo; на лигурски: Lûmarso, Лумарсо) е община в Северна Италия, провинция Генуа, регион Лигурия. Разположено е на 228 m надморска височина. Населението на общината е 1601 души (към 2011 г.).
Административен център е село Фериере (Ferriere).